# V-Tetris
V-Tetris (Ｖ－テトリス) is een Tetris-spel dat exclusief in Japan werd uitgebracht voor Nintendo's Virtual Boy. Er werd voor de Virtual Boy nog een andere gelijkaardige Tetris spel uitgebracht genaamd 3D Tetris. In tegenstelling tot 3D Tetris is het spel heel gelijkaardig met het originele Tetris-spel. Het enige verschil met het origineel is dat er een puzzel-modus is waar de blokjes moeten worden geplaatst in een spiraal.